# Tuapait Island
Tuapait Island – niezamieszkana wyspa w zatoce Cumberland, w regionie Qikiqtaaluk, na terytorium Nunavut, w Kanadzie. 
W pobliżu Tuapait Island położone są wyspy: Akulagok Island, Kekerten Island, Kekertukdjuak Island, Tesseralik Island, Miliakdjuin Island, Beacon Island, Ugpitimik Island i Aupaluktok Island.